# Birkholm
Birkholm är en ö i skärgården söder om Fyn i Danmark ungefär 15 kilometer sydsydväst om Svendborg. Ön är 92 hektar stor, sträcker sig som högst två meter över havet och har åtta  fasta öbor (2020).
Birkholm har sedan 1964 tillhört Marstal kommun men är numera en del av Ærø kommun.